# Susanne Fleckenstein
Susanne Fleckenstein (* 1982) ist eine ehemalige deutsche Nationalspielerin in der Boulespiel-Sportart Pétanque im Deutscher Boccia-, Boule- und Pétanque-Verband. Sie war mehrfach deutsche Meisterin und Teilnehmerin bei Europa- und Weltmeisterschaften.

## Karriere

### Spielerin
Fleckenstein spielt nach eigenen Angaben seit 1992 Boule, war von 2001 bis 2015 im Nationalkader und spielte für den BC Schwetzingen, den BC Sandhoden – mit dem sie 2007 in der neu gegründeten Pétanque-Bundesliga Meister wurde – und den BC Konstanz. Aktuell spielt sie für den BC Lindenberg.
Im Frauen Triplette gewann sie 2003 und 2010 jeweils die Bronzemedaille bei den Europameisterschaften.
Sie ist Rechtshänderin, spielt bevorzugt die Spielposition Pointeur (Vorlegerin) und hat Kugeln im Gewicht 680 Gramm bei 72 bzw. 73 mm Durchmesser.

### Trainerin
Von 2020 bis 2022 fungierte sie als Assistenz-Bundestrainerin für den Frauen-Nationakader im Deutschen Pétanque-Verband (DPV) und unterstützte als Bouletrainerin den damaligen Bundestrainer Sönke Backens.

## Erfolge

### International
- 2003: 3. Platz Europameisterschaft Frauen Triplette zusammen	mit Gudrun Deterding, Daniela Thelen und Lara Koch[3][4]
- 2007: Teilnahme an der	Europameisterschaft
- 2008: Teilnahme an der	Weltmeisterschaft[5]
- 2009: Teilnahme an der	Weltmeisterschaft
- 2010: 3. Platz Europameisterschaft	Frauen Triplette zusammen mit Carolin Birkmeyer, Indra Waldbüßer	und Muriel Hess[6][7]
- 2011: Teilnahme an der	Weltmeisterschaft
- 2012: Teilnahme an der	Europameisterschaft[8]
- 2013: Teilnahme an der	Weltmeisterschaft
- 2014: Teilnahme an der	Weltmeisterschaft[9]

### National
(Quelle:)
- 1999: 2. Platz Deutsche Meisterschaft	Doublette mixte zusammen mit Sascha Koch
- 2002: 3. Platz Deutsche Meisterschaft	Doublette zusammen mit Jörg Born
- 2004: 3. Platz Deutsche Meisterschaft	Frauen Doublette zusammen mit Heide Loebers
- 2006: 1. Platz Deutsche Meisterschaft	Doublette mixte zusammen mit Holger Madsen
- 2007: Deutscher Vereinsmeister mit dem	Bouleclub Sandhofen
- 2009:	3. Platz Deutsche Meisterschaft Doublette mixte zusammen mit Patrick	Abdelhak
- 2009:	3. Platz Deutsche Meisterschaft Frauen Triplette zusammen mit Muriel	Hess und Annalena Szigeth
- 2010:	1. Platz Deutsche Meisterschaft Frauen Triplette zusammen mit Muriel	Hess und Annalena Szigeth
- 2013:	2. Platz Deutsche Meisterschaft Frauen Triplette zusammen mit Bärbel	Berganski und Judith Berganski
- 2016:	1. Platz Deutsche Meisterschaft Doublette mixte zusammen mit Diol	Abdoulaye
- 2017:	1. Platz Deutsche Meisterschaft Frauen Triplette zusammen mit	Dominique Probst und Jennifer Schüler

## Privates
Fleckenstein ist ausgebildete Diplom-Ingenieurin für Holz und Kunststofftechnik.